# Rada Działalności Pożytku Publicznego
Rada Działalności Pożytku Publicznego – organ opiniodawczo-doradczy oraz pomocniczy Przewodniczącego Komitetu do spraw Pożytku Publicznego (od 2017, a wcześniej ministra właściwego do spraw zabezpieczenia społecznego) ustanowiony przepisami ustawy o działalności pożytku publicznego i o wolontariacie.

## Zadania
- wyrażanie opinii w sprawach dotyczących stosowania ustawy o działalności pożytku publicznego i wolontariacie
- wyrażanie opinii o rządowych projektach aktów prawnych dotyczących działalności pożytku publicznego oraz wolontariatu
- udzielanie pomocy i wyrażanie opinii w przypadku sporów między organami administracji publicznej a organizacjami pożytku publicznego
- zbieranie i dokonywanie analizy informacji o prowadzonych kontrolach i ich skutkach
- uczestniczenie w postępowaniu kontrolnym
- wyrażanie opinii w sprawach zadań publicznych, zlecania tych zadań do realizacji przez organizacje pozarządowe oraz organizacje kościelne i stowarzyszenia jednostek samorządu terytorialnego, oraz w sprawach rekomendowanych standardów realizacji zadań publicznych
- tworzenie, we współpracy m.in. z organizacjami pozarządowymi, mechanizmów informowania o standardach prowadzenia działalności pożytku publicznego oraz o stwierdzonych przypadkach naruszenia tych standardów.

## Lista członków RDPP I kadencji 2003–2006
Przedstawiciele organów administracji rządowej oraz jednostek im podległych lub przez nich nadzorowanych
1. Rafał Baniak – podsekretarz stanu w Ministerstwie Polityki Społecznej;
2. Jarosław Neneman – podsekretarz stanu w Ministerstwie Finansów (od 14 września 2004);
3. Henryk Gołębiewski – podsekretarz stanu w Ministerstwie Edukacji Narodowej i Sportu (od 19 października 2004);
4. Tadeusz Matusiak – podsekretarz stanu w Ministerstwie Spraw Wewnętrznych i Administracji;
5. Jerzy Żuralski – podsekretarz stanu w Ministerstwie Sprawiedliwości.

Przedstawiciele jednostek samorządu terytorialnego zgłoszeni przez stronę samorządową w Komisji Wspólnej Rządu i Samorządu Terytorialnego
1. Robert Choma – prezydent Przemyśla, przedstawiciel Związku Miast Polskich;
2. Tomasz Bystroński – przedstawiciel Związku Gmin Wiejskich Rzeczypospolitej Polskiej;
3. Andrzej Kościelny – burmistrz Miasta Podkowy Leśnej, przedstawiciel Unii Miasteczek Polskich;
4. Ludwik Węgrzyn – prezes Związku Powiatów Polskich;
5. Sławomir Piechota – radny Miasta Wrocławia, przedstawiciel Unii Metropolii Polskich.

Przedstawiciele organizacji pozarządowych, związków i porozumień pozarządowych oraz podmiotów wymienionych w art. 3 ust. ustawy
1. Krzysztof Balon – członek Zarządu organizacji zgłaszającej, wniosek przesłany przez Wspólnotę Roboczą Związków Organizacji Socjalnych WRZOS;
2. Urszula Burkot – prezes okręgu mazowieckiego organizacji zgłaszającej, wniosek przesłany przez Polski Klub Ekologiczny z siedzibą w Krakowie
3. Teresa Hernik – Związek Harcerstwa Polskiego;
4. Ewa Kulik-Bielińska – Fundacja im. Stefana Batorego;
5. Marek Masalski – Polska rada Ekumeniczna;
6. Krystyna Mrugalska – Polskie Stowarzyszenie na rzecz Osób z Upośledzeniem Umysłowym;
7. Tomasz Sadowski – Fundacja Pomocy Wzajemnej „Barka” z siedzibą w Poznaniu;
8. Ks. Stanisław Słowik – Caritas Kielce;
9. Kazimierz Wawrzyniak – Naczelna Organizacja Techniczna;
10. Jan Jakub Wygnański – Forum Inicjatyw Pozarządowych.

## Lista członków RDPP II kadencji 2006–2009
Strona pozarządowa
1. Tomasz Bilicki – dyrektor ds. programowych Centrum Służby Rodzinie w Archidiecezji Łódzkiej.
2. Maciej Żywno – założyciel i członek zarządu fundacji Fundusz Białystok Ojcu Świętemu, trener Ogólnopolskiego Stowarzyszenia Trenerów STOP w Warszawie, ekspert Stowarzyszenia Wspierania Aktywności Lokalnej CAL.
3. Tomasz Sadowski – prezes Zarządu i założyciel Fundacji “Barka”.
4. Marcin Dadel – prezes Ogólnopolskiej Federacji Organizacji Pozarządowych, szef Centrum Inicjatyw Obywatelskich w Słupsku
5. Tomasz Schimanek – wicedyrektor ds. programowych w Akademii Rozwoju Filantropii w Polsce.
6. Teresa Hernik – naczelnik Związku Harcerstwa Polskiego.
7. Marzena Mendza-Drozd – prezes Stowarzyszenia Dialog, członek Stowarzyszenia Klon/Jawor, członek zarządu Stowarzyszenia na rzecz Forum Inicjatyw Pozarządowych.
8. Ks. Sławomir Sikora – duchowny Kościoła Ewangelicko-Augsburskiego, dyrektor Ewangelickiego Ośrodka Diakonii „Tabita” w Konstancinie-Jeziornie.
9. Ks. Stanisław Słowik – dyrektor Caritas Diecezji Kieleckiej.
10. Witold Monkiewicz – dyrektor programów rozwoju społeczeństwa obywatelskiego w Fundacji Rozwoju Demokracji Lokalnej, członek zarządu Ogólnopolskiej Federacji Organizacji Pozarządowych.

Strona samorządowa
1. Tomasz Bystroński – wójt gminy Nowosolna, przedstawiciel Związku Gmin Polskich,
2. Robert Choma – prezydent Przemyśla, przedstawiciel Federacji Regionalnych Związków Gmin i Powiatów
3. Grażyna Frister – dyrektor generalny Urzędu Marszałkowskiego Województwa Opolskiego, reprezentantka Związku Województw RP
4. Andrzej Kościelny – burmistrz Podkowy Leśnej, przedstawiciel Unii Miasteczek Polskich
5. Ludwik Węgrzyn – starosta Bochni, członek Związku Powiatów Polskich

Strona rządowa
1. Jerzy Kwieciński – podsekretarz stanu w Ministerstwie Rozwoju Regionalnego
2. Maria Nowakowska – radca ministra w Ministerstwie Kultury i Dziedzictwa Narodowego, odpowiedzialna za współpracę z organizacjami pozarządowymi
3. Paweł Soloch – podsekretarz stanu w Ministerstwie Spraw Wewnętrznych i Administracji.

## Lista członków RDPP III kadencji 2009–2012
Strona pozarządowa
1. Krzysztof Balon – Wspólnota Robocza Związków Organizacji Socjalnych
2. Marek Borowski – Federacja Polskich Banków Żywności
3. Marcin Dadel – Centrum Inicjatyw Obywatelskich W Słupsku, Sieć SPLOT
4. Teresa Hernik – Związek Ochotniczych Straży Pożarnych
5. Maciej Lis – Polska Rada Ekumeniczna
6. Anna Sienicka – Stała Konferencja Ekonomii Społecznej (SKES), reprezentowana przez Fundację Inicjatyw Społeczno-Ekonomicznych (FISE)
7. Małgorzata Sinica – Związek Harcerstwa Polskiego;
8. Stanisław Słowik – Caritas Diecezji Kieleckiej
9. Wojciech Ratyński – Naczelna Organizacja Techniczna Federacja Stowarzyszeń Naukowo-Technicznych
10. Jan Jakub Wygnański – Stowarzyszenie Klon/Jawor (współprzewodniczący)

Strona rządowa
1. Agnieszka Sędrowska – szef Gabinetu Politycznego, Ministerstwo Gospodarki (od 19 lipca 2010); Agnieszka Buła-Kopańska – szef Gabinetu Politycznego, Ministerstwo Gospodarki (do 19 lipca 2010);
2. Elżbieta Chojna-Duch – Ministerstwo Finansów (do 15 lutego 2010); Maciej Grabowski – podsekretarz stanu, Ministerstwo Finansów (od 15 lutego 2010);
3. Jarosław Duda – Ministerstwo Pracy i Polityki Społecznej (współprzewodniczący);
4. Adam Giersz – Ministerstwo Sportu i Turystyki (do 29 marca 2010);
5. Tomasz Siemoniak – Ministerstwo Spraw Wewnętrznych i Administracji;

Strona samorządowa
1. Tomasz Bystroński – Związek Gmin Wiejskich
2. Robert Choma – Związek Powiatów Polskich
3. Michał Guć – Związek Miast Polskich
4. Andrzej Kościelny – Unia Miasteczek Polskich
5. Aldona Wiktorska-Święcka – Unia Metropolii Polskich

## Lista członków RDPP IV kadencji 2012–2015
Strona pozarządowa
1. Krzysztof Balon – WRZOS
2. Paweł Dębek – Dolnośląska Rada ds. Młodzieży
3. Michał Ludwikowski – Fundacja Rozwoju
4. Cezary Miżejewski – Ogólnopolski Związek Rewizyjny Spółdzielni Socjalnych
5. Ks. Robert Sitarek – Polska Rada Ekumeniczna
6. Małgorzata Sinica – Związek Harcerstwa Polskiego
7. Ks. Stanisław Słowik – Caritas Diecezji Kieleckiej
8. Teresa Tiszbierek – Związek Ochotniczych Straży Pożarnych
9. Łukasz Waszak – Sieć SPLOT
10. Jan Jakub Wygnański – Fundacja Pracownia Badań i Innowacji Społecznych Stocznia

Strona samorządowa
1. Michał Guć – Związek Miast Polskich
2. Marek Mazur – Związek Województw RP
3. Paweł Tomczak – Związek Gmin Wiejskich RP
4. Marek Tramś – Związek Powiatów Polskich
5. Marcin Wojdat – Unia Metropolii Polskich

Strona rządowa
1. Lucyna Bogusz – doradca premiera Waldemara Pawlaka w Gabinecie Politycznym Ministerstwa Gospodarki;
2. Jarosław Duda – sekretarz stanu w Ministerstwie Pracy i Polityki Społecznej;
3. Małgorzata Omilanowska – podsekretarz stanu w Ministerstwie Kultury i Dziedzictwa Narodowego;
4. Paweł Orłowski – podsekretarz stanu w Ministerstwie Rozwoju Regionalnego;
5. Stanisław Rakoczy – podsekretarz stanu w Ministerstwie Spraw Wewnętrznych.

## Lista członków RDPP V kadencji 2015–2018
Skład na podstawie danych Kancelarii Prezesa Rady Ministrów
Strona pozarządowa
1. Agata Gawska – Fundacja Aktywizacja.
2. Anna Hejducka – Stowarzyszenie Dzieci i Osób Niepełnosprawnych w Miejskiej Górce.
3. Ewa Mańkiewicz-Cudny – Naczelna Organizacja Techniczna Federacja Stowarzyszeń Naukowo-Technicznych (FSNT – NOT).
4. Marzena Pieńkosz-Sapieha – Towarzystwo Przyjaciół Dzieci Lubelski Oddział Regionalny.
5. Małgorzata Sinica – Związek Harcerstwa Polskiego.
6. Teresa Tiszbierek – Związek Ochotniczych Straży Pożarnych Rzeczypospolitej Polskiej.
7. Bohdan Aniszczyk – Towarzystwo Pomocy im. św. Brata Alberta.
8. Paweł Backiel – Podlaska Federacja Organizacji Pozarządowych.
9. Krzysztof Balon – Wspólnota Robocza Związków Organizacji Socjalnych, Współprzewodniczący ze strony pozarządowej.
10. Marek Borowski – Federacja Polskich Banków Żywności.
11. Bogusław Janusz Cebulski – Stowarzyszenie Trzeźwości.
12. Paweł Dębek – Instytut Edukacji Społecznej.
13. Piotr Frączak – Ogólnopolska Federacja Organizacji Pozarządowych.
14. Wojciech Jachimowicz – Dolnośląskie Towarzystwo Regionalne.
15. Przemysław Jaśkiewicz – Fundacja Niepodległości.
16. Cezary Miżejewski – Ogólnopolski Związek Rewizyjny Spółdzielni Socjalnych.
17. Adam Niemkiewicz – Związek Harcerstwa Rzeczypospolitej.
18. Marek Olechnowicz – Pomorska Sieć Centrów Organizacji Pozarządowych.
19. ks. Stanisław Słowik – Caritas Diecezji Kieleckiej.
20. Dariusz Suszyński – Związek Młodzieży Wiejskiej.
21. Grzegorz Wojtanowski – Fundacja AKME.
22. Witold Zakrzewski – Fundacja OPOR – Ogólnopolskie Porozumienie Organizacji Radioamatorskich.
23. Maciej Andrzej Zarębski – Świętokrzyskie Towarzystwo Regionalne.

Strona rządowa
1. Adam Lipiński – Pełnomocnik Rządu do spraw Społeczeństwa Obywatelskiego, Kancelaria Prezesa Rady Ministrów, Współprzewodniczący ze strony rządowo-samorządowej.
2. Marzena Machałek – Sekretarz Stanu, Ministerstwo Edukacji Narodowej.
3. Ewa Adamiak – Dyrektor Departamentu Podatków Dochodowych, Ministerstwo Finansów.
4. Wojciech Kaczmarczyk – Sekretarz Komitetu do spraw Pożytku Publicznego, Kancelaria Prezesa Rady Ministrów.
5. Paweł Chorąży – Podsekretarz Stanu, Ministerstwo Inwestycji i Rozwoju.
6. Paweł Lewandowski – Podsekretarz Stanu, Ministerstwo Kultury i Dziedzictwa Narodowego.
7. Jarosław Stawiarski – Sekretarz Stanu, Ministerstwo Sportu i Turystyki.
8. Krzysztof Michałkiewicz – Sekretarz Stanu, Pełnomocnik Rządu do spraw Osób Niepełnosprawnych, Ministerstwo Rodziny, Pracy i Polityki Społecznej.

Strona samorządowa
1. Anna Grygierek – Związek Gmin Wiejskich RP.
2. Marek Mazur – Związek Województw RP.
3. Andrzej Nowicki – Związek Powiatów Polskich.
4. Piotr Choroś – Unia Metropolii Polskich.
5. Piotr Drygała – Związek Miast Polskich.

## Lista członków RDPP VI kadencji 2018–2021
Skład powołany przez Przewodniczącego Komitetu do spraw Pożytku Publicznego Piotra Glińskiego w 2018.
Strona rządowa
1. Małgorzata Golińska – Sekretarz Stanu, Główny Konserwator Przyrody, przedstawiciel Ministra Klimatu i Środowiska (od 18 lutego 2021)
2. Paweł Hut – Dyrektor Departamentu Edukacji, Kultury i Dziedzictwa, przedstawiciel Ministra Obrony Narodowej (od 18 lutego 2021)
3. Wojciech Kaczmarczyk – Dyrektor Narodowego Instytutu Wolności – Centrum Rozwoju Społeczeństwa Obywatelskiego, przedstawiciel Komitetu do spraw Pożytku Publicznego – współprzewodniczący Rady
4. Ryszard Kamiński – Podsekretarz Stanu, przedstawiciel Ministra Rolnictwa i Rozwoju Wsi (od 9 czerwca 2020)
5. Piotr Krasuski – Dyrektor Departamentu EFS, przedstawiciel Ministra Finansów, Funduszy i Polityki Regionalnej
6. Anna Krupka – Sekretarz Stanu, przedstawiciel Ministra Kultury, Dziedzictwa Narodowego i Sportu (od 7 stycznia 2019)
7. Marzena Machałek – Sekretarz Stanu, przedstawiciel Ministra Edukacji i Nauki
8. Piotr Mazurek – Sekretarz Stanu w Kancelarii Prezesa Rady Ministrów, Pełnomocnik Rządu do spraw polityki młodzieżowej, Wiceprzewodniczący Komitetu do Spraw Pożytku Publicznego (od 10 listopada 2020)
9. Iwona Michałek – Sekretarz Stanu, przedstawiciel Ministra Rozwoju, Pracy i Technologii (od 18 lutego 2021)
10. Maciej Miłkowski – Podsekretarz Stanu, przedstawiciel Ministra Zdrowia (od 18 lutego 2021)
11. Beata Orlik – Zastępca Dyrektora Departamentu Gospodarki Wodnej i Żeglugi Śródlądowej, przedstawiciel Ministra Infrastruktury (od 18 lutego 2021)
12. Filip Karol Ostrowski – Dyrektor Biura do Spraw Reformy Nadzoru Właścicielskiego, przedstawiciel Ministra Aktywów Państwowych (od 18 lutego 2021)
13. Michał Prószyński – Szef Gabinetu Politycznego Ministra Spraw Wewnętrznych i Administracji, przedstawiciel Ministra Spraw Wewnętrznych i Administracji (od 18 lutego 2021)
14. Marcin Romanowski – Podsekretarz Stanu, przedstawiciel Ministra Sprawiedliwości (od 18 lutego 2021)
15. Jan Sarnowski – Podsekretarz Stanu, przedstawiciel Ministra Finansów, Funduszy i Polityki Regionalnej (od 8 września 2020)
16. Szymon Szynkowski vel Sęk – Sekretarz Stanu, przedstawiciel Ministra Spraw Zagranicznych
17. Andżelika Wardęga – Dyrektor Departamentu Ekonomii Społecznej i Solidarnej, przedstawiciel Ministra Rodziny i Polityki Społecznej (od 24 listopada 2020)

Strona samorządowa
1. Piotr Choroś – Unia Metropolii Polskich.
2. Piotr Drygała – Związek Miast Polskich.
3. Anna Grygierek – Związek Gmin Wiejskich RP.
4. Bożena Lisowska – Związek Województw RP.
5. Andrzej Nowicki – Związek Powiatów Polskich.

Strona pozarządowa
1. Bohdan Aniszczyk – Towarzystwo Pomocy im. św. Brata Alberta.
2. Paweł Backiel – Podlaska Federacja Organizacji Pozarządowych.
3. Krzysztof Balon – Wspólnota Robocza Związków Organizacji Socjalnych.
4. Zbigniew Barciński – Stowarzyszenie Chrześcijańskich Dzieł Wychowania.
5. Mariusz Bulski – Stowarzyszenie Polska Jest Najważniejsza.
6. Bogusław Janusz Cebulski – Stowarzyszenie Trzeźwości – Centrum Integracji Społecznej.
7. Wojciech Dec – Związek Stowarzyszeń Forum Lubelskich Organizacji Pozarządowych.
8. Łukasz Domagała – Ogólnopolska Federacja Organizacji Pozarządowych.
9. Alicja Gawinek – Opolskie Centrum Wspierania Inicjatyw Pozarządowych.
10. Łukasz Tomasz Gojke – Polskie Stowarzyszenie Morskie–Gospodarcze im. E. Kwiatkowskiego.
11. Wojciech Jachimowicz – Dolnośląskie Towarzystwo Regionalne – współprzewodniczący Rady.
12. Przemysław Jaśkiewicz – Konfederacja Inicjatyw Pozarządowych Rzeczypospolitej.
13. Maciej Dawid Kunysz – Stowarzyszenie EKOSKOP.
14. Cezary Miżejewski – Ogólnopolski Związek Rewizyjny Spółdzielni Socjalnych.
15. Justyna Kalina Ochędzan – Wielkopolska Rada Koordynacyjna Związek Organizacji Pozarządowych.
16. Marzena Pieńkosz-Sapieha – Federacja Polskich Banków Żywności.
17. Mariusz Pruszyński – Stowarzyszenie Promocji i Rozwoju Ściana Wschodnia.
18. Adam Ptasiński – Fundacja Generator Inspiracji.
19. Kamil Sieratowski – Stowarzyszenie Lokalna Grupa Rybacka Obra-Warta.
20. Ks. Stanisław Słowik – Caritas Diecezji Kieleckiej.
21. Teresa Tiszbierek – Związek Ochotniczych Straży Pożarnych Rzeczypospolitej Polskiej.
22. Aleksander Waszkielewicz – Fundacja Instytut Rozwoju Regionalnego.
23. Waldemar Weihs – Dolnośląska Federacja Organizacji Pozarządowych.
24. Mirosława Widurek – Stowarzyszenie „Dla Równości”.
25. Maciej Andrzej Zarębski – Świętokrzyskie Towarzystwo Regionalne.
26. Łukasz Samborski – przedstawiciel Pomorskiej Sieci Centrów Organizacji Pozarządowych[5].
27. Piotr Wasilewski – przedstawiciel Fundacji Centrum im. Władysława Grabskiego[5].

## Lista członków RDPP VII kadencji 2021–2024
Skład powołany przez Przewodniczącego Komitetu do spraw Pożytku Publicznego Piotra Glińskiego w 2021.
Strona rządowa
1. Jakub Bydłoń – Dyrektor Departamentu Dialogu Społecznego, przedstawiciel Ministra Zdrowia
2. Bogusław Janusz Cebulski – Stowarzyszenie Trzeźwości – Centrum Integracji Społecznej, przedstawiciel Komitetu do spraw Pożytku Publicznego
3. Małgorzata Golińska – Sekretarz Stanu, Główny Konserwator Przyrody, przedstawiciel Ministra Klimatu i Środowiska
4. Paweł Hut – Dyrektor Departamentu Edukacji, Kultury i Dziedzictwa, przedstawiciel Ministra Obrony Narodowej
5. Robert Jakubik – Dyrektor Departamentu Oświaty i Polityki Społecznej Wsi, przedstawiciel Ministra Rolnictwa i Rozwoju Wsi
6. Wojciech Kaczmarczyk – Dyrektor Narodowego Instytutu Wolności – Centrum Rozwoju Społeczeństwa Obywatelskiego, przedstawiciel Komitetu do spraw Pożytku Publicznego – współprzewodniczący Rady
7. Beata Karbownik – Zastępca Dyrektora Departamentu Podatków Dochodowych, przedstawiciel Ministerstwa Finansów
8. Piotr Krygiel – Przedstawiciel Komitetu do spraw Pożytku Publicznego
9. Jacek Kurzępa – Poseł na Sejm IX Kadencji, przedstawiciel Komitetu do spraw Pożytku Publicznego
10. Marzena Machałek – Sekretarz Stanu, przedstawiciel Ministra Edukacji i Nauki
11. Piotr Mazurek – Sekretarz Stanu, Pełnomocnik Rządu do spraw polityki młodzieżowej, Wiceprzewodniczący Komitetu do Spraw Pożytku Publicznego, przedstawiciel Kancelarii Prezesa Rady Ministrów
12. Aneta Piątkowska – Zastępca Dyrektora, przedstawiciel Ministerstwa Technologii i Rozwoju
13. Michał Prószyński – Szef Gabinetu Politycznego Ministra Spraw Wewnętrznych i Administracji, przedstawiciel Ministra Spraw Wewnętrznych i Administracji
14. Marcin Romanowski – Podsekretarz Stanu, przedstawiciel Ministra Sprawiedliwości
15. Anna Sulińska – Zastępca Dyrektora Departamentu Regionalnych Programów Operacyjnych, przedstawiciel Ministra Funduszy i Polityki Regionalnej
16. Szymon Szynkowski vel Sęk – Sekretarz Stanu, przedstawiciel Ministra Spraw Zagranicznych
17. Andżelika Wardęga – Dyrektor Departamentu Ekonomii Społecznej i Solidarnej, przedstawiciel Ministra Rodziny i Polityki Społecznej

Strona samorządowa
1. Grzegorz Borek – Związek Województw RP
2. Piotr Choroś – Unia Metropolii Polskich
3. Bożena Lisowska – Związek Województw RP
4. Katarzyna Piórkowska – Związek Gmin Wiejskich RP

Strona pozarządowa
1. Tadeusz Mikołaj Albiński – Instytut Rzeczpospolitej im. Pawła Włodkowica
2. Michał Budny – Fundacja Inicjatyw Lokalnych im. Prof. Waleriana Pańki
3. Patryk Czech – Katolickie Stowarzyszenie Młodzieży
4. Weronika Czyżewska-Waglowska – Ogólnopolska Federacja Organizacji Pozarządowych
5. Wojciech Dec – Związek Stowarzyszeń Forum Lubelskich Organizacji Pozarządowych
6. Alicja Gawinek – Opolskie Centrum Wspierania Inicjatyw Pozarządowych
7. Jakub Horbacz – Fundacja Artemedia
8. Wojciech Jachimowicz – Dolnośląskie Towarzystwo Regionalne
9. Natalia Janikowska – Stowarzyszenie Projekt Poznań
10. Edgar Kobos – Fundacja Polski Instytut Liderów
11. Jakub Kosowski – Akademicki Związek Sportowy
12. Marta Kowalczyk – Fundacja Instytut na rzecz Kultury Prawnej Ordo Iuris
13. Tomasz Kujaczyński – Związek Harcerstwa Polskiego
14. Maciej Dawid Kunysz – Stowarzyszenie EKOSKOP
15. Paweł Kwaśniak – Konfederacja Inicjatyw Pozarządowej Rzeczpospolitej
16. Arkadiusz Malik – Fundacja im. Błogosławionego ks. Ignacego Kłopotowskiego
17. Marek Masalski – Polska Rada Ekumeniczna
18. Ewelina Nycz – Stowarzyszenie na rzecz Rozwoju i Promocji Podkarpacia „Pro Carpathia”
19. Jarosław Nyk – Fundacja Kulskich na rzecz Relacji Polsko – Amerykańskich
20. Justyna Kalina Ochędzan – Wielkopolska Rada Koordynacyjna Związek Organizacji Pozarządowych
21. Piotr Palutkiewicz – Warsaw Enterprise Institute
22. Marzena Pieńkosz-Sapieha – Federacja Polskich Banków Żywności
23. Łukasz Samborski – Pomorska Sieć Centrów Organizacji Pozarządowych – współprzewodniczący Rady
24. Maciej Seweryn – Fundacja Polska Wielki Projekt
25. Jan Walczuk – Instytut Suwerennej
26. Agnieszka Wesołowska – Stowarzyszenie Aktywna Wieś Słup
27. Błażej Żuk – Fundacja im. Wojciecha Szczepaniaka